# Kengis bruksförsamling
Kengis bruksförsamling var en bruksförsamling inom Svenska kyrkan, belägen i Luleå stift, Norrbottens län. Församlingen uppgick 1837 i Pajala församling.

## Administrativ historik
Församlingen bildades 1655 genom en utbrytning ur Övertorneå församling och ingick i pastorat med denna till den 1837 uppgick i Pajala församling. Härnösands stifts herdaminne anger att bruksförsamlingen slogs ihop med Pajala församling 1783.

## Brukspredikanter
1655 anställdes den första brukspredikanten i Kengis. Den siste predikanten tjänstgjorde fram till 1775.
| 1655–1677 | Anders Nicolai Tornensis      | cirka 1625–1705 | Sedan kyrkoherde i Övertorneå och därefter Kautokeino. |
| 1677–1710 | Michael Andreæ Constenius     | ?–1710          | Avled i tjänsten.                                      |
| 1710–1718 | Isak Johansson Tornberg       | 1667–1743       | Sedan komminister i Hietaniemi församling.             |
| 1718–1719 | Henrik Johansson Tornberg     | 1678-1743       | Sedan komminister i Nedertorneå församling.            |
| 1710–1725 | Vakant                        |                 |                                                        |
| 1725–1726 | Michael Andreæ Wikman         | ?               | Sedan komminister i Enontekis församling.              |
| 1726–1728 | Jonas Thomæ Bernelius         | ?               | Miste tjänsten på grund av tjänstefel                  |
| 1728–1740 | Johannes Christierni Antilius | 1698–1740       | Avled i tjänsten.                                      |
| 1740–1746 | Johan Björkman                | 1715–1788       | Sedan kyrkoherde i Kautokeino och Gällivare            |
| 1746–1750 | Johan Erici Helsing           | ?               | Sedan kapellpredikant i Pajala församling.             |
| 1761–1775 | Olof Sandberg                 | ?               | Sedan kyrkoherde i Övertorneå församling.              |